# Acortador de URL
Un acortador de URL es un tipo de servicio software que permite usar URL cortas las cuales redirigen a la URL original. El objetivo de este tipo de servicios es hacer la URL más manejable y fácil de compartir y recordar. 
Se utiliza sobre todo para acortar enlaces profundos que, por su naturaleza, suelen ser largos.

## Motivaciones
El origen de este tipo de servicios es que cada vez las URL son más largas. Hay varias razones para utilizar acortadores de URL. Por ejemplo:
- Ahorro de recursos. Los sitios web cada vez son más grandes.
- Facilitar el comercio electrónico. En el comercio electrónico está muy extendido su uso para acortar enlaces extensos.
- Mejorar la estética. A menudo, los enlaces regulares sin acortar pueden ser estéticamente desagradables.
- Cubrir necesidades. Algunas veces es necesario acortar URL debido a que el espacio es un bien escaso. Por ejemplo, en un SMS  o ciertas aplicaciones donde se limitan el tamaño de los mensajes (hoy día en los mensajes de Twitter ya no se cuentan los caracteres de los enlaces).
- Facilitar la memoria es usado para memorizar o distribuir. Las URL largas son difíciles de memorizar, escribir a mano o distribuir. Por lo tanto, las URL cortas pueden ser más convenientes para los sitios web o las publicaciones impresas (por ejemplo, una revista impresa o un libro).

### Usos específicos
- URL de seguimiento analítico. comúnmente suelen aplicarse establecer un vínculo de validación de origen donde esto dependerá de la aplicación que lo construya o parámetros UTM en las URL para medir la efectividad de las campañas de marketing aplicando enlaces cortos.  Muchos desarrolladores web pasan atributos descriptivos en la URL para representar jerarquías de datos, estructuras de comando, rutas de transacción o información de sesión. Muchos usuarios de Internet y la prensa aplican acortadores para simplificar su comunicación.
- URL de destino encubierto. Es una práctica de seguridad de la redirección entre URL's. De esta forma el usuario no pueda conocer a priori y a donde se va a dirigir a continuación para así resguardar y garantizar la seguridad del servidor final al que va a hacer la petición. Donde suelen aplicar restricciones a sus visitantes o invalidar luego de ciertos parámetros cumplidos (ingresos realizados, tiempo estipulado y otros ). Por esta razón, está muy extendido en el comercio electrónico hagan uso de URL acortadas. Otra forma de ocultar la URL destino es usar códigos QR.

- URL de validación humana. Debido a la gran cantidad de ataques DDoS a sitios webs existen plataformas que defienden a los sitios webs auténticos estas protegen contra ciberataques[1] también es frecuente usar un acortador de URL para validar un visitante a través de una URL intermedia de Cloudflare comúnmente para chequeo no-robot la cual a su vez redirige a una URL destino. Esta URL intermedia, por ejemplo, puede ser utilizada para guardar información pública y datos que comparte el usuario al conectarse (como qué navegador web utiliza, dirección IP,...) con la finalidad de generar informes estadísticos para los propietarios del sitio y sus intermediarios y donde le mostrar la url de destino una vez superada la prueba de seguridad.
- URL de bifurcación de proyectos. Es una práctica que es usada por algunos acortadores de enlaces que discriminan según el cliente donde el tipo usuario, clase de sistema operativo, dispositivo y/o aplicación que utilice.

### Ciberespacio y fuentes poco confiables
En el cibercrimen pueden ser usadas por delincuentes para redirigir al usuario a otra página donde le solicitarán que instale algún malware en su ordenador. Los especialistas sugieren revisar las URL de origen, destino y el sitio web, aplicación y/o individuo que esta proveyendo los enlaces antes de acceder al contenido para evitar inconvenientes.
Otra forma de ocultar la URL de destino es mediante códigos QR.

## Tipos de servicios
Hay dos tipos de servicios que acortan URL:
- Acortadores de URL propietarios o exclusivos son los que se integran en los propios sitios web para acortar cualquier URL. Por ejemplo, Twitter y Facebook tienen integrados sus propios acortadores de URL para hacer más fácil y en cierto/s sitio/s web. Por ejemplo, Wordpress tienen herramientas que acortan URLs de sitios web creados con este gestor de contenidos usando el dominio WP.me.[5] El dominio youtu.be fue creado por Google para que cuando compartamos un video mediante la función AutoShare obtendremos una URL corta en ese dominio.
- Acortadores de URL PaaS son los realizados por servidores dedicados a dar este tipo de servicios. Habitualmente hay una página web desde donde se configura el acortamiento. Existen y han existido multitud de este tipo de servicios. Por ejemplo TinyURL, Bitly, acort.ar, SmartURL,OW.LY, TR.IM, IS.GD acortar.link[6] o el extinto goo.gl de Google (abandonado en favor de la plataforma Firebase Dynamic Link). El servicio de redirección puede tener tiempo de caducidad o ser, en principio, indefinido. Algunos de estos son simples acortadores, otros  pero otros tienen características especiales las cuales pueden ser de pago. Por ejemplo:
- Acortadores analíticos son los que recopilan datos de sus visitantes. Por ejemplo, número de aperturas, datos del navegador, OS y dispositivo, información demográfica asociada. Hootsuite, Metricool o Buffer, por ejemplo, permiten obtener datos en tiempo real, incluso cuando enviamos estas URLs modificadas por Telegram o WhatsApp.[6]
- Acortadores publicitarios son los que aprovechar la redirección para introducir publicidad. En el momento en el que alguien pulse ese enlace acortado que has publicado, será redirigido a una página con publicidad. Esta página le será mostrada durante unos segundos. Pasado ese tiempo le saldrá un cartel con la opción de continuar a la página que tú querías mostrar. Estos servicios son aprovechados para generar enlaces mediante programas de afiliados. Es decir, es una herramienta más orientada a generar un beneficio por visitantes y páginas vistas. Por esto mismo son adecuados para campañas y para monetizar el tráfico, llevando un control informativo de cada URL. Ejemplos de este tipo de servicios son Reymoney, Shortpaid, Presfly, Clixshort, ADF.LY.[6]

## Técnicas
En el acortamiento de URL, cada URL larga está asociada a una clave única, que es la parte que sigue a http://NombreDeDominio/. Por ejemplo, http://NombreDeDominio.es/3v tiene una clave de 3v. No todas las redirecciones se tratan por igual; la instrucción de redirección enviada a un navegador puede contener en su encabezado el estado HTTP 301 (redirección permanente) 302 o 307 (redirección temporal).
Hay varias técnicas para aplicar un acortamiento de URL. Las claves pueden generarse en base 36, suponiendo 26 letras y 10 números. En este caso, cada carácter en la secuencia será 0, 1, 2, ..., 9, A, B, C, ..., y, z. Alternativamente, si se diferencian mayúsculas y minúsculas, cada carácter puede representarse en un número de base 62 (26 + 26 + 10). Para formar la clave puede usarse una función de tipo hash o un número aleatorio generado de manera que la secuencia de claves no sea predecible. Como alternativa, los usuarios pueden proponer su propia clave.
No todos los protocolos son capaces de hacerse más cortos, a partir de 2011, aunque los protocolos como http, https, ftp, FTPS, mailto, mms, RTMP, rtmpt, ed2k, pop, imap, nntp, news, ldap, gopher, dict y dns están siendo abordados por servicios de acortadores de URL. Habitualmente, los datos, y javascript: las URL no son compatibles por razones de seguridad. Algunos servicios de acortamiento de URL apoyan el envío de direcciones URL mailto, como una alternativa para hacer frente a munging, para evitar la cosecha deseada por los rastreadores web o bots. Esto a veces se puede hacer usando URL cortas, protección con captcha, pero esto no es común.
Los fabricantes de acortadores de URL suelen registrar nombres de dominio de nivel superior menos populares o esotéricas, a fin de lograr una URL corta y un nombre pegadizo, a menudo usando hacks de dominio. Esto da como resultado el registro de diferentes acortadores de URL con una miríada de diferentes países, sin dejar relación entre el país en el que el dominio ha sido registrado y el propio acortador de URL o de los enlaces acortados. Se han usado dominios de nivel superior de países como Libia (.ly), Samoa (.ws), Mongolia (.mn), Malasia (.mi) y Liechtenstein (.li), así como muchos otros. En algunos casos, los aspectos políticos y culturales del país a cargo del dominio de nivel superior pueden llegar a ser un problema para los usuarios y propietarios, pero no suele ser el caso.
Tinyarro.ws, chicl.it, urlrace.com y qoiob.com utilizan caracteres Unicode para lograr las URL más cortas, desde varias direcciones URL condensadas son posibles con un número determinado de caracteres en comparación con aquellos que utilizan un alfabeto latino estándar.